# Obligación jurídica
El Derecho de obligaciones es la rama del derecho que se encarga de todo lo relacionado con la obligación jurídica. El marco jurídico de las obligaciones y deberes que estipulan las leyes vigentes tanto nacionales como internacionales así como los derechos fundamentales a la libertad de expresión recogidos en su base principal legislativa que está recogida como principal autoridad la ONU, (Organización de Naciones Unidas). Dependiendo del territorio hay quién no está adherido a dichas leyes universales de los derechos humanos. Las libertades, derechos y obligaciones, una de las más importantes es la prohibición de la censura, los territorios acogidos a ello como obligación tienen derecho y deber de combatirla como la utilización de medios audiovisuales, medios de información, redes sociales, plataformas o cualquier otra derivación de difusión más o menos visible dependiendo de los conocimientos de cada persona, educación digital ya que vivimos en una era digital, las comunicaciones pasan de ser entre humanos a ser comunicación mediante mensajería instantánea protocolo XMPP en el ámbito de telecomunicaciones. En cuanto a estas leyes basadas en territorios ya que la censura o modificación está prohibida en el segundo caso es una manipulación de la veracidad de hechos teniendo que  ser perseguida por obligación por autoridades y gobiernos.

## Definiciones
- Algunos lo enfocan, desde el punto de vista del acreedor, como una facultad que tiene un sujeto (acreedor) de exigir de otro (deudor), una prestación.
- Otros lo consideran, desde la perspectiva del deudor, como una necesidad de cumplir. La necesidad de proporcionar al acreedor una prestación. Contempladas desde este punto de vista pasivo se denominan obligaciones, pues al derecho del titular corresponde un deber u obligación del deudor.

La cita de Gayo en el Corpus Iuris Civiles dentro de las Institutione e Institutas] libro 3, título 13, define obligación como Obligativo est iuris vinculan, quo necesítate adstrigimur alicuyas solventa reí secundan nos trae civitatis iura (Obligación es un vínculo jurídico, por el cual somos constreñidos a pagar alguna cosa, según el Derecho de nuestra ciudad). En cambio Paulo en el Digesto libro 44, título VII, ley 3 define la obligación como Obligationum substantia non in eo consistit, ut aliquod corpus nostrum aut servitutem nostram faciat, sed ut alium nobis obstringat ad dandum aliquid vel faciendum vel prestandum, La esencia de las obligaciones consiste no en que haga nuestra una cosa o servidumbre, sino en que constriña a otro darnos, hacernos préstamos.  
- Pothier: Es un vínculo de derecho que nos sujeta respeto a otro a darle alguna cosa o hacer o no hacer alguna cosa.
- Giorgi: La obligación es un vínculo jurídico entre dos o más personas determinadas, en virtud del cual una o varias de ellas (deudor o deudores) quedan sujetas respecto a otra o a otras (acreedor o acreedores) a hacer o no hacer alguna cosa.
- Bonnecase: El derecho de crédito es una relación de derecho en virtud de la cual una persona, el acreedor, tiene el poder de exigir de otra, llamada deudor; la ejecución de una prestación determinada, positiva o negativa y susceptible de evaluación pecuniaria.
- Baudry-Lacantinerie et Barde: la obligación, en el sentido jurídico de la palabra puede definirse como un vínculo de derecho por el cual una o varias personas determinadas están civilmente comprometidas hacia una o varias otras, igualmente determinadas a dar, a hacer o a no hacer alguna cosa.
- Borja Soriano: Obligación es la relación jurídica entre dos personas en virtud de la cual una de ellas, llamada deudor, queda sujeta para con otra, llamada acreedor, a una prestación o a una abstención de carácter patrimonial que el acreedor puede exigir al deudor.[2]

### Prelación de crédito
La ventaja o beneficio con que cuenta créditos de ser pagados antes que otros, incluyendo la posibilidad de poder realizar la venta de uno o todos los bienes embargables del deudor para satisfacer sus créditos.

### Diferencia entre deuda y responsabilidad
La deuda es la prestación que el deudor debe al acreedor para cumplir el compromiso. La responsabilidad es la consecuencia jurídica, que consiste en el sometimiento del deudor al poder coactivo del acreedor para que este pueda procurarse, según los casos, ya sea el verdadero cumplimiento de la obligación, ya sea la reparación por el incumplimiento. Puede, sin embargo, haber deuda sin responsabilidad, como sería una obligación natural o una obligación ya prescrita, y responsabilidad sin deuda, como sería el caso del fiador.

### Teorías y comparación entre el Derecho real y el Derecho personal u obligación

##### Teoría clásica
La teoría clásica distingue que el derecho real es la relación entre persona y objeto, mientras que el derecho personal es la relación entre persona y persona. Por lo que respecta al derecho real, está compuesto por dos elementos: un sujeto activo del derecho (es decir, una persona) y una cosa objeto de derecho. En este caso, la cosa se puede encontrar sometida total o parcialmente al poder de una persona en virtud de una relación inmediata la cual es oponible a un tercero. En cambio, en el derecho personal la relación es inmediata pues el deudor funge de intermediario entre el titular del derecho y el objeto. Por lo que existen tres elementos en el derecho personal: el sujeto activo, el sujeto pasivo y el objeto de derecho.
En esta misma teoría, Bonnecase afirma que la diferencia entre el Derecho Real y el Derecho Personal "reside en el hecho fundamental de que el derecho real traduce la apropiación de una riqueza en el sentido de cosa material, en tanto que la obligación o derecho de crédito es la expresión de la noción de servicio, es decir, de un acto o de una abstención que tiene un alcance social"

##### Teoría monista subjetiva o teoría personalista
Como su nombre lo hace notar, la teoría personalista considera que en toda relación de derecho siempre hay un sujeto activo al que le es atribuido el derecho y, por otra parte, "la masa (...), de todas las personas, obligadas a dejar obrar a quien pertenece el derecho". Es decir, en este caso la obligación es general y colectiva pero, existen casos en el que la obligación es personal. En los casos particulares, "el derecho confiere al sujeto activo la facultad de exigir individualmente a una persona una acción o una inacción". Esta teoría considera que no existe una distinción entre derechos reales y personales, pues "los primeros son derechos patrimoniales absolutos" y los segundos son "derechos patrimoniales relativos".
- Juan Iglesias toma la postura de la teoría monista subjetiva, pues menciona que el derecho real atribuye facultades positivas sobre la cosa, que se constituyen absolutamente en cabeza de titular. La relación jurídica que existe en el Derecho Real es entre el titular y los no titulares, dicha relación es mediata, "por obra de la norma que fija los límites dentro de los cuales la libertad de uno no se ve impedida por los demás".[5] Por lo que el deber de los terceros es una conducta negativa, es decir, en no entorpecer el libre ejercicio del derecho del titular de la cosa. Además, como relación jurídica solo se considera la que tiene lugar por razón del derecho personal, en tanto que la naciente del derecho real se define en puro sentido material. La verdad es que no hay relación jurídica que no se dé entre personas, en la comunicación y en el tráfico de que ellas establecen. No cabe hablar de relación entre personas y cosa".[6]

##### Doctrina ecléctica
La teoría ecléctica considera el aspecto interno y externo del derecho real, donde el primero el cual es un poder jurídico directo y sobre la cosa; el aspecto externo es "la obligación general que tiene por fin hacer respetar la situación del titular respecto de la cosa.

##### Derechos reales
Los derechos reales son los que recaen directamente sobre cosas y no respecto a determinada persona. Algunos de los derechos reales son principales, como el derecho de propiedad o dominio, y otros son accesorios porque presuponen la existencia de un principal, como por ejemplo la servidumbre, la hipoteca y la prenda.
Otra clasificación los denomina así: derecho real pleno (dominio), limitaciones al dominio (usufructo, uso, habitación, servidumbres y algunos, equivocadamente, añaden al patrimonio familiar), y derechos reales de garantía (prenda e hipoteca).
Los derechos reales tienen la calidad de absolutos, ya que pueden ejercerse contra todas las personas y por lo tanto “son los que se ejercen sobre una cosa corporal determinada, en forma exclusiva o absoluta”.
El derecho personal en cambio es el que tiene una persona (denominada acreedor) respecto de otra (denominada deudor), a fin de que esta cumpla una determinada prestación (proveniente de una obligación, que es la contrapartida de los derechos reales). La diferencia con los derechos reales radica en que estos ya no colocan en relación las personas con las cosas, sino las personas con las personas, por esta razón tienen calidad de ser relativos, ya que solo pueden reclamarse de un individuo determinado (deudor).
Algunas de las diferencias más importantes con los derechos reales son:
- La obligación crea un vínculo patrimonial entre dos personas. El acreedor tiene un derecho relacionado con la persona del deudor, no sobre una cosa o bien.
- Los derechos reales son estipulados por la ley cacunsia de los estados y países. En cambio, los derechos personales son tan diversos como las personas así contraten.
- Para la transferencia de los derechos reales, la ley suele imponer formalidades a seguir. Los derechos personales en cambio, son mucho más flexibles a la hora de la cesión o la transmisión.

- Según Juan Iglesias, los derechos reales: "una relación directa e inmediata entre el sujeto y la cosa; el derecho personal en una relación entre dos personas determinadas; el acreedor —sujeto activo— y el deudor —sujeto pasivo—, esto es, el que puede exigir y el que debe realizar una cierta prestación".[6] Además menciona que el derecho real atribuye facultades positivas sobre la cosa, que se constituyen absolutamente en cabeza de titular. La relación jurídica que existe en el Derecho Real es entre el titular y los no titulares, dicha relación es mediata, "por obra de la norma que fija los límites dentro de los cuales la libertad de uno no se ve impedida por los demás".[5] Por lo que el deber de los terceros es una conducta negativa, es decir, en no entorpecer el libre ejercicio del derecho del titular de la cosa.

## Historia
Se dice que la forma más básica de obligación tuvo su origen en los pueblos primitivos en donde quien había cometido un delito, podía pagar un precio para "compensar" el daño que había generado al agraviado.
La palabra "obligación" se viene utilizando desde el siglo XII, pero etimológicamente viene de la voz latina ob ligare (atar a, ligar con).
En el derecho romano, en un inicio, la vinculación jurídica era personal, es decir, el deudor comprometía su persona (y no su patrimonio) para asegurar el pago. No es sino hasta la Lex Poetelia Papiria (algunos autores sitúan fecha en que fue expedida en el 457 a. C. y otros en el 428 e incluso en el 326 a. C.) que cambia la naturaleza de la misma, ya que la sujeción dejó de ser personal y pasó a vincular al patrimonio del deudor (pudiendo el acreedor cobrarse con este ante el incumplimiento del deudor).
Gayo definió la obligación como: "Obligatio est iuris vinculum quo nesessitate adstringimur alicuius solvendae rei secundum nostrae civitatis iura" que se puede traducir como «una obligación es el vínculo jurídico que nos constriñe en la necesidad de pagar algo según el derecho de nuestra ciudad».
Posteriormente, la doctrina pandectística alemana del siglo XIX introdujo la expresión "Schuldverhältniss", luego transmitida a Italia como "rapporto obbligatorio", y de ahí a España, que ofició, en esta como en tantas otras áreas, de vehículo cultural para el derecho latinoamericano, donde se habla, desde hace años, de "relación obligatoria".

## Elementos
La obligación tiene tres elementos esenciales para determinar que, efectivamente, existe una obligación: Sujetos, objeto y el vínculo jurídico.

### Sujetos
Los sujetos son dos:
- Sujeto activo: es el acreedor, o sea, aquella persona que tiene la facultad de exigir el cumplimiento. El acreedor tiene un derecho personal que se encuentra en el activo de su patrimonio.
- Sujeto pasivo: es el deudor, o sea aquella persona que tiene la carga de cumplir la prestación convenida. Para el deudor existe un deber jurídico (deuda) que se encuentra en el pasivo de su patrimonio.

Dos personas pueden ser recíprocamente deudor y acreedor. Por ejemplo, en los contratos bilaterales que son aquellos en que nacen obligaciones para las dos partes, como por ejemplo en el de compraventa. Para contraer una obligación la persona debe tener la capacidad legal para obligarse.

### Objeto (prestación)
El objeto de la obligación puede consistir en dar una cosa; hacer, o sea ejecutar una determinada conducta; o no hacer, o sea abstenerse de realizar una conducta.
Según Fausto Rico Álvarez en el Tratado teórico-práctico de derecho de obligaciones, "el objeto de la obligación es lo que acreedor puede exigir y lo que el deudor debe cumplir".

#### Antecedentes históricos respecto del objeto de la obligación
- En el Derecho Romano el objeto de la obligación consiste en un dare, facere o en un praestare. Estas conductas fueron acogidas de la definición de Paulo en el Digesto en el libro 44, título 7, fragmento 3, Obligationum substantia non in eo consist, ut aliquod corpus nostrum, aut servitutem nostram faciat, sed utalium nobis obstringat ad  dandum aliquid, vel faciendum, vel praestandum (La substancia de las obligaciones consiste no en que haga nuestra alguna cosa corpórea o una servidumbre, sino en que constriña a otro a darnos, a hacernos o a prestarnos alguna cosa. El objeto de estas obligaciones requería de ciertos requisitos como que el objeto sea lícito, determinado o determinable y valorable en dinero.

- Dare (Dar): la acción de transmitir la propiedad de un bien u otro derecho real en favor del acreedor
- Facere (hacer): comprendía las conductas distintas de dar, incluso las abstenciones o devolución de bienes.
- Praestare: obligación de garantizar o responder por la propia conducta.

- En el Código de Napoleón el objeto de los contratos consistía en dar, hacer o en un no hacer. El Código reglamenta el objeto en el Título de la regulación general de los contratos. Los requisitos fueron los mismos que establecieron los Romanos: ser posible, lícito, determinado o determinable y personal al deudor (conductas propias del deudor y no de terceros).

- Dar: consistía en entregar un bien o en su conservación hasta que fuera entregado. La Doctrina contribuyó a establecer que dar también significaba transmitir la propiedad de un bien.
- Hacer: las conductas positivas distintas de Dar se consideran conductas de hacer.
- No hacer: las conductas negativas distintas de Dar se consideran conductas de no hacer.

El código Alemán Bürgerliches Gesetzbuch (BGB) estableció el objeto de la obligación únicamente como praestare. No obstante, la Doctrina sí consideró los demás objetos de la obligación que establecieron los Romanos y los franceses. Ennecerrus, Kipp y Wolff consideraron que "la prestación a que el crédito se dirige puede ser positiva o negativa, consistir en un hacer o en un omitir. El hacer comprende también el dar, el omitir abarca también el tolerar".  El BGB exigió que el objeto fuera posible, lícito y determinable o determinado.

#### Determinación del objeto
El objeto debe estar determinado o ser determinable. En principio deben ser cosas existentes pero también cabe obligarse respecto de una de cosa futura. Por ejemplo, la venta de próximas cosechas o de cosas que están en proceso de fabricación.
La obligación de dar, puede referirse a cosas ciertas (de especie) o inciertas (de género). En el primero las partes tienen en mira un objeto determinado (por ejemplo, una finca individualizada) y solamente se satisface cumpliendo la obligación misma. En el segundo caso la obligación solamente está especificada por su clase o género (por ejemplo, un kilo de azúcar) y se satisface con la entrega de un objeto de tal clase y calidad.

#### Valor pecuniario
La ley exige que sea posible asignarle un valor pecuniario al objeto de la prestación, pues en caso de no poder cumplirse, es indispensable para efectos resarcitorios poder cuantificarlo monetariamente.
Existen diversas teorías respecto de la patrimonialidad. Por un lado, la teoría subjetiva establece que todo aquello a los que las partes puedan asignarle un valor, es patrimonial, mientras que para la teoría objetiva, es el contexto jurídico-social el que permite que un determinado bien sea considerado patrimonial.

#### Comerciabilidad del objeto
El objeto debe estar dentro del comercio. Por ejemplo, las cosas en dominio público normalmente no pueden ser objeto de obligaciones; o los derechos personalísimos —como la libertad personal— que son objetos fuera del comercio. En muchos ordenamientos jurídicos, sin embargo, se permite la disposición de partes del propio cuerpo humano después de la muerte.
Es posible además, que la prestación pueda ser determinable (vgr. el precio que deberá el comprador será el que tenga el bien dado en el mercado el 31 de enero).

#### Posibilidad
El objeto debe ser posible de ser realizado. Existen dos tipos de imposibilidad: la física, como sería si, antes de ser notificado del desastre, el dueño de un barco lo vende cuando este acaba de naufragar. La legal, cuando el objeto se encuentra fuera del marco de legalidad, ya sea por ser ilícito o ajeno a las buenas costumbres.

### Causa
Es el fin de la obligación que persiguen y que se propusieron a la hora de establecer la obligación.
La causa fuente es el motivo por el cual se crea la obligación, y puede ser por:
- un contrato: documento por el cual, las partes se comprometen a cumplir con una determinada prestación.
- un cuasicontrato: documento similar a un contrato, pero no origina un acuerdo de voluntades entre las partes.
- un delito: acto realizado con intención de dañar (dolo), por el cual la persona que lo cometa deberá responder por él y reparar los daños realizados.
- un cuasidelito: acto realizado con imprudencia, negligencia o impericia (culpa), el cual pudo haberse evitado en caso de haberse observado convenientemente los procedimientos (en lo que respecta a ejercicios regulados como la medicina); o de tomar las medidas precautorias necesarias. También quien lo cause tendrá la obligación de responder por él, y por los daños y perjuicios cometidos.
- La Ley: es causa de obligaciones, ya que se impone sobre los sujetos destinatarios de la misma (quienes tienen la obligación de respetarla).

## Clasificación de las obligaciones
- Según su objeto:
  - Positivas y negativas
    - Positivas son de dar y de hacer
    - Negativas son de no hacer

  - Dar, hacer, no hacer
    - Dar: transferir el dominio, constituir un derecho real, ceder la tenencia material o restituir una cosa
    - Hacer: ejecución de una obra material o de servicios personales (denominada prestación)
    - No hacer: importan la abstención de realizar determinados actos o comportar ciertas conductas.

- Según si está sujeta o no a modalidades:
  - Pura y simple
  - Sujeta a modalidades
    - Sujeta a término
      - Suspensiva
      - Extintiva

    - Sujeta a condición
      - Suspensiva
      - Resolutoria

- Obligaciones con pluralidad de objetos:
  - Obligación conjuntiva
  - Obligación alternativa
  - Obligación facultativa

- Obligaciones con pluralidad de sujetos:
  - Conjuntas o mancomunadas
  - Solidarias

- Según las fuentes:
  - Obligaciones contractuales
  - Obligaciones extra-contractuales

- natural (no recogidas, por lo general, en los códigos civiles).
- Conjuntas
- De cuerpo cierto
- De género